# Николско (Тосненски район)
Николско (на руски: Никольское) е град в Русия, разположен в Тосненски район, Ленинградска област. Населението на града към 1 януари 2018 година е 22 286 души.